# 福島交通1000系電聯車
福島交通1000系電聯車（日语：／ Fukushima Kōtsū 1000-kei densha）是福島交通使用的電車，並且在飯坂線上進行運轉。1000系是為了替代1991年投入使用的福島交通7000系電聯車，而由東急1000系電聯車改裝而成的電車，也是飯坂線時隔25年再度引入的新型電車。東急電鐵在2016年10月開始陸續將東急1000系電聯車讓渡給福島交通，並由東急TECHNO SYSTEM進行改裝後，於2017年4月1日開始投入使用。
本型車的車體塗裝由設計師小松大希負責設計，並採用深棕色、桃花粉與香檳金三種顏色作為塗裝；車頭則安裝著「GOOD TRAIN 飯電」的標牌。車廂內部設有可安置輪椅的專用空間，並懸掛著飯坂溫泉的暖簾及溫泉街的地圖；窗戶上則貼著福島市吉祥物的貼紙。而本型車為福島交通首款採用變頻器控制系統及單臂形集電弓的列車。